# هوغو كوريا (لاعب كرة قدم)
هوغو كوريا (بالإسبانية: Hugo Coria)‏ هو مدرب كرة قدم ولاعب كرة قدم أرجنتيني في مركز الهجوم، ولد في 1 أبريل 1961 في الأرجنتين. لعب مع نادي أكويلا.